# الشفاعة (كتاب)
كتاب الشفاعة هو كتاب من تأليف الدكتور مصطفى محمود يثير في هذا الكتاب قضية متفجرة وهي الشفاعة وسبب الخلاف أن القران الكريم ينفي الشفاعة في الكثير من آياته المحكمة نفيا مطلقا وفي آيات يذكرها مقيدة ومشروطة بينما تروي لنا بعض الأحاديث المنسوبة إلى رسول الله أن محمداً عليه الصلاة والسلام يقف شفيعا يوم القيامة للمذنبين ولأهل الكبائر من امته وأنه يخرج من قضى عليهم بالعذاب في النار ويدخلهم الجنة.
و يقول د. مصطفى محمود «اقرأوا السيرة من خلال القرآن تفهمو السيرة أحسن.. وتفهموا الدين أحسن..و لا تستخفكم الروايات والأحاديث التي تدخلكم الجنة بغير حساب لمجرد أنكم تلفظتم بكلمة التوحيد.. فالتوحيد ليس مجرد كلمة وأنما حقيقة تملأ القلب ويترجمها العمل ويؤكدها السعي في الأرض وفي مصالح الناس وتعبر عنها حركة الحياة بأسرها».
و الثوابت القرآنية تتناقض تماما مع مرويات الأحاديث النبوية عن اخراجه لمن يشاء من أمته من النار مما يؤكد أنها لا يمكن أن تكون قد صدرت عن النبي.
و الكتاب «محاولة فهم» معنى الشفاعة كما وردت في القرآن وكيف أنها تختلف عن معنى الشفاعة بمفهومها الدنيوي وكيف أن محكمة الآخرة هي غيب لا يمكن قياس ما يجري فيها على محاكمنا وعلى دنيانا المليئة بالتدليس والشبهات.

## مقتطفات من الكتاب
- “والدين شأن عام وليس حكرا لأحد ولا لعقل دون عقل ولا يوجد دين منفتح على الاجتهاد مثل الإسلام والقرآن معجزة في تجدد عطائه وهو يبوح بالجديد في كل عصر افتحو النوافذ ياأخوة وجددوا هواء الفكر الذي ركد أن التساؤل الرباني مازال يحثنا منذ ألف وأربعمائة عام على التفكر والتدبر.”

## وصلات خارجية
- فيديو حلقات الدكتور مصطفى محمود.
- مدونة الدكتور مصطفى محمود.
- «كان نائماً في سكينة تامة لم يستيقظ منها»: ابنة مصطفى محمود لـ«العربية.نت»: العالم الكبير رحل في هدوء، العربية نت، 31 أكتوبر 2009.
- صفحة مصطفى محمود على موقع أبجد
- صفحة اقتباسات مصطفى محمود على موقع أبجد
- صفحة باسم الدكتور رائعة على الفيس بوك
- الفيلم الوثائقي العالم والايمان على اليوتيوب
- محمود تحميل كتب الدكتور مصطفى محمود كاملة pdf